# 前川つかさ
前川 つかさ（まえかわ つかさ、1957年または1958年 - ）は、日本の漫画家。本名は前川 司。男性。

## 来歴
福島県田村郡三春町に生まれる。福島県立安積高等学校の1年先輩に芥川賞作家の玄侑宗久がいる。
中央大学卒業。1980年代中頃、とある出版社で不採用になった帰りに、辰巳出版に原稿を持ち込む。同出版社の4コマ漫画雑誌でデビュー。
1986年、『週刊モーニング』誌上にて『大東京ビンボー生活マニュアル』を連載。人気作品となる。
1989年、『ビッグコミックオリジナル』（後に『週刊ポスト』に掲載誌を変更）にて『票田のトラクター』を連載開始。原作は政治ジャーナリストのケニー鍋島で、政界をテーマとした政治漫画の先駆けとなる。違法スレスレの選挙の舞台裏をリアルに描いて反響を呼び、長期にわたり人気シリーズとなる。2001年に日本テレビ系列で放送されたテレビドラマ『レッツ・ゴー!永田町』は、この作品が原作である。

## 作品リスト
- つかさのオラ知らねえ（1985年、桃園書房）
- 大東京ビンボー生活マニュアル（1986年、『モーニング』、講談社）
- カクエイくん（1988年、辰巳出版）
- つかさどーる（1988年、辰巳出版）
- キャンパスびんびん物語  （1989年、双葉社）
- 票田のトラクター（原作：ケニー鍋島、1989年、『ビッグコミックオリジナル』、『週刊ポスト』、小学館）
- 無限館よ永遠に（1990年、『月刊アフタヌーン』、講談社）
- ボクの駅弁漂流記（1990年、双葉社）
- 三四郎の恋（1990年、竹書房）
- パパは新入社員（1991年、『コミックBE!』、光文社）
- バクとコムギ（1991年、『モーニングパーティー増刊』、講談社）
- 領収書物語（原作：矢澤和重、1992年、『ミスターマガジン』、講談社）
- 新・票田のトラクター（原作：ケニー鍋島、1992年、『週刊ポスト』、小学館）
- 霞ケ関のフリーメーソン（1994年、『日刊アスカ』、飛鳥新社）
- ラストオーダー（1999年、『ミスターマガジン』、講談社）
- カネはなくても贅沢楽しい生活（2000年、講談社、三局A特別チーム作）
- 票田のトラクター 五輪見参（2001年、『週刊ポスト』、小学館）
- ボクのシアワセ（2006年、『コミックボンボン』、講談社）
- 元人気マンガ家のマンション管理人の日常、(2021年、興陽館、元人気漫画家T作)